# Pogromca smoków
Pogromca smoków (org. Dragonslayer) – amerykański film fantasy z 1981 roku.

## Treść
Smok terroryzuje królestwo Urlandu. Mieszkańcy tego kraju składają ziejącemu ogniem potworowi ofiary z młodych dziewic, by zapewnić sobie bezpieczeństwo. Stary czarnoksiężnik Ulrich i jego młody uczeń Galen chcą zabić smoka, aby uchronić życie królewskiej córki.

## Główne role
- Peter MacNicol – Galen
- Caitlin Clarke – Valerian
- Ralph Richardson – Ulrich
- John Hallam – Tyrian
- Peter Eyre – Król Casiodorus
- Albert Salmi – Greil
- Sydney Bromley – Hodge
- Chloe Salaman – Księżniczka Elspeth
- Emrys James – Ojciec Valeriana
- Roger Kemp – Horsrik
- Ian McDiarmid – Brat Jacopus

i inni

## Nagrody i nominacje
Oscary za rok 1981
- Najlepsza muzyka – Alex North (nominacja)
- Najlepsze efekty specjalne – Dennis Muren, Phil Tippett, Ken Ralston, Brian Johnson (nominacja)